# Marshall Sahlins
Marshall David Sahlins (født 27. december 1930, Chicago, Illinois, død 5. april 2021) var en fremtrædende amerikansk antropolog. 

## Liv
I 1960'erne blev han politisk aktiv og protesterede mod Vietnamkrigen. I 1968 underskrev han erklæringen "Writers and Editors War Tax Protest", og sværgede således at nægte at betale skattepenge i protest mod Vietnamkrigen. I de sene 60'ere opholdt han sig to år i Paris, hvor han blev introduceret til det franske intellektuelle liv (særligt Claude Lévi-Strauss' arbejde) og studenterprotesterne i maj 1968 (Majrevolten 1968).

## Forskning
Sahlins' arbejde koncentrerede sig om at påvise, hvorledes kultur former menneskers opfattelse og handlinger. Hans tidlige arbejde fokuserede på at kritisere idéen om det "økonomisk-rationelle individ". Efter udgivelsen af Culture and Practical Reason i 1976 skiftede hans fokus til sammenhængen mellem historie og antropologi og måden forskellige kulturer forstår og laver historie. Selvom Sahlins' fokus har været hele Stillehavet, har det meste af hans forskning foregået på Fiji og Hawaii.
Sahlins var påvirket af, og har også påvirket, den franske antropolog Pierre Clastres.